# Scleroderma (fong)
Scleroderma és un gènere de fongs de l'ordre dels boletals (Boletales) que produeixen bolets en forma de pilota.  Les espècies més conegudes són S. citrinum i S. verrucosum. Tenen una distribució cosmopolita (en regions de clima tropical, subtropical i temperat). Diverses espècies d'aquests fongs es fan servir per afavorir el creixement dels arbres en els vivers. Tenen relació simbiòtica d'ectomicoriza amb arbres com els pins i els eucaliptus.

## Etimologia
Etimològicament el nom del gènere prové del grec sclera que significa dur i derma que significa pell. És la mateixa etimologia per la malaltia de la pell dita esclerodèrmia.

## Comestibilitat
Algunes espècies són comestibles però mediocres i altres són tòxiques amb efectes gastrointestinals adversos, vòmits i dolor abdominal entre d'altres. Les substàncies responsables dels efectes tòxics dels Scleroderma no es coneixen.
Els que són comestibles s'han utilitzat fraudulentament per comercialitzar-los com si fossin tòfones.

## Taxonomia
- Scleroderma albidum
- Scleroderma areolatum
- Scleroderma bougheri
- Scleroderma bovista
- Scleroderma cepa
- Scleroderma chevalieri
- Scleroderma citrinum
- Scleroderma columnare
- Scleroderma cyaneoperidiatum
- Scleroderma dictyosporum
- Scleroderma echinatum
- Scleroderma flavidum
- Scleroderma floridanum
- Scleroderma franceschii
- Scleroderma hakkodense
- Scleroderma hypogaeum
- Scleroderma laeve
- Scleroderma leptopodium
- Scleroderma lycoperdoides
- Scleroderma macalpinei
- Scleroderma mayama
- Scleroderma meridionale
- Scleroderma michiganense
- Scleroderma paradoxum
- Scleroderma polyrhizum
- Scleroderma reae
- Scleroderma septentrionale
- Scleroderma sinnamariense
- Scleroderma stellatum
- Scleroderma uruguayense
- Scleroderma verrucosum
- Scleroderma xanthochroum[cal citació]
- Scleroderma anomalosporum
- Scleroderma camassuense
- Scleroderma duckei[5]